# Costâmero

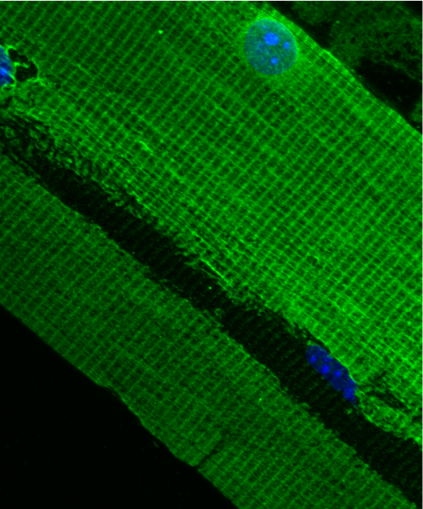
Costâmero de 80 μm no tríceps de um rato. Núcleos celulares em azul.

Costâmero é o componente das células do músculo estriado que liga o sarcômero à membrana celular. É formada por uma associação de proteínas sub-sarcolemais que agregam mecanicamente a unidade contrátil do músculo à membrana plasmática prevenindo danos ao sarcolema (similar a uma âncora).

## Patologias associadas
Exercícios excessivos podem faze-los perder sua continuidade danificando assim as células musculares. 

## Localização
Ficam circunferencialmente alinhadas em registro com o disco-Z de miofibrilas periféricas em células de músculo estriado. Algumas proteínas do costâmero fazem adesões focais com matriz extracelular.